# Пшедмость
Пше́дмость (пол. Przedmość) — село в Польше в гмине Прашка Олесненского повета Опольского воеводства.

## География
Село находится в 4 км. от административного центра гмины города Прашка, 25 км. от административного центра повета города Олесно и 60 км. от центра воеводства Ополе. Через село протекает река Просна.

## История
В 1975—1998 годах село входило в Ченстоховское воеводство.

## Достопримечательности
- Католическое приходское кладбище, датируемое 1920 годом – памятник культуры Опольского воеводства[2].